# Ichneumon polargus
Ichneumon polargus är en stekelart som beskrevs av Heinrich 1961. Ichneumon polargus ingår i släktet Ichneumon och familjen brokparasitsteklar. Inga underarter finns listade i Catalogue of Life.